# لوكهيد إل-133
شركة لوكهيد إل-133 (L-133) كانت طائرة ذو تصميم غير مألوف من عام 1939 والتي كانت محاولة لإنتاج أول طائرة مقاتلة نفاثة لسلاح الجو الأمريكي خلال الحرب العالمية الثانية. صممت الطائرة لتعمل بمحركين نفاثين عنفيين يعملان بالتدفق المحوري مع جسم مصمم ليطير بسرعة 612 ميلا في الساعة (985 كم/ساعة) في مستوى الطيران. لم يوافق سلاح  الجو الأمريكي على التصميم ولكن الجهد الذي وضع لتصميم الطائرة أدى للإسراع تطوير سلاح الجو الأمريكي أول طائرة مقاتلة نقاثة ناجحة هي بي-80 شوتنغ ستار التي لم وضعت في الخدمة لفترة وجيزة قرب نهاية الحرب.

## مواصفات
مصدر البيانات: 
الخصائص العامة
- طاقم العمل: 1
- الطول: 48 قدم 4 إنش (14.73 م)
- طول الجناح: 46 قدم 8 إنش (14.22 م)
- منطقة الجناح: 325 قدم2 (30.194 م2)
- المحرك: 2 × Lockheed L-1000 axial-flow turbojets, 5100 باوند ({{{eng1 kw}}} كيلو نيوتن) لكل

الأداء
- السرعة القصوى: 625 ميل/ساعة (985 كم/س)

التسليح
- 4 × 20mm nose-mounted cannon